# 애니메이션 목록
다음은 애니메이션에 관한 목록이다.

## 나라별 목록
- 일본의 애니메이션 목록
- 대한민국의 애니메이션 목록

## 매체별 목록
- 텔레비전 애니메이션 목록
- 애니메이션 영화 목록